# Mary Capell
Mary Capell, duchessa di Beaufort (Little Hadham, 16 dicembre 1630 – Chelsea, 7 gennaio 1715), è stata una nobildonna inglese.

## Biografia
Nacque a Little Hadham, nello Hertfordshire, figlia di Sir Arthur Capell, I barone di Capell Hadham, ed Elizabeth Morrison.

## Matrimonio

### Primo matrimonio
Il 28 giugno 1648, sposò il suo primo marito Henry Seymour, Lord Beauchamp. Ebbero due figli:
- William Seymour, III duca di Somerset (1654 - 12 dicembre 1671);
- Lady Elizabeth Seymour (1655 - 12 gennaio 1697).

### Secondo matrimonio
Sposò il 17 agosto 1657 Henry Somerset, I duca di Beaufort. Ebbero sette figli:
- Henry Somerset, Lord Herbert (1660);
- Charles Somerset, marchese di Worcester (dicembre 1660 - 13 luglio 1698);
- Lord Arthur Somerset (1661 - ?);
- figlia (1663 - ?);
- Lady Mary Somerset (1664-19 novembre 1733);
- Lady Henrietta Somerset (1670 - 10 agosto 1715);
- Lady Anne Somerset (22 luglio 1673 - 17 febbraio 1763).

## Botanica e giardiniera
La duchessa di Beaufort è stata una delle prime donne ad occuparsi di giardinaggio, in Gran Bretagna. Iniziò a coltivare piante nel 1690 e il suo interesse per questa attività crebbe quando rimase vedova. Aveva l'assistenza di noti giardinieri e botanici come George London e Leonard Plukenet, semi provenienti dalle Indie Occidentali, Sudafrica, India, Sri Lanka, Cina e Giappone. 

## Morte
Rimasta vedova, morì il 7 gennaio 1715 a Chelsea, Londra, all'età di 84 anni. Fu sepolta a Badminton, Gloucestershire. Tra i suoi discendenti vi sono Diana, principessa del Galles e i duchi di Beaufort.